# Драва
Дра́ва (словен. , хорв. и итал. Drava, нем. Drau, венг. Dráva) — река в юго-восточной Европе, правый приток Дуная. Длина реки — 720 км, площадь бассейна — 40 400 км². Средний расход воды — 610 м³/с.
Протекает по территории Италии, Австрии, Словении, Хорватии и Венгрии (образуя её южную границу).
Исток Дравы — в Италии, в Карнийских Альпах. Устье — в Хорватии, неподалёку от г. Осиек.
Судоходна на протяжении 650 км от г. Филлах в Австрии до устья.
Крупные притоки — Гайль (Австрия) (правый); Гурк (Австрия), Мура (Хорватия) (левые). Крупнейший приток — Мура.
На реке расположены города:
- Австрия — Лиенц, Шпитталь-ан-дер-Драу, Филлах, Ферлах[1].
- Словения — Дравоград, Руше, Марибор, Птуй, Ормож.
- Хорватия — Вараждин, Осиек.

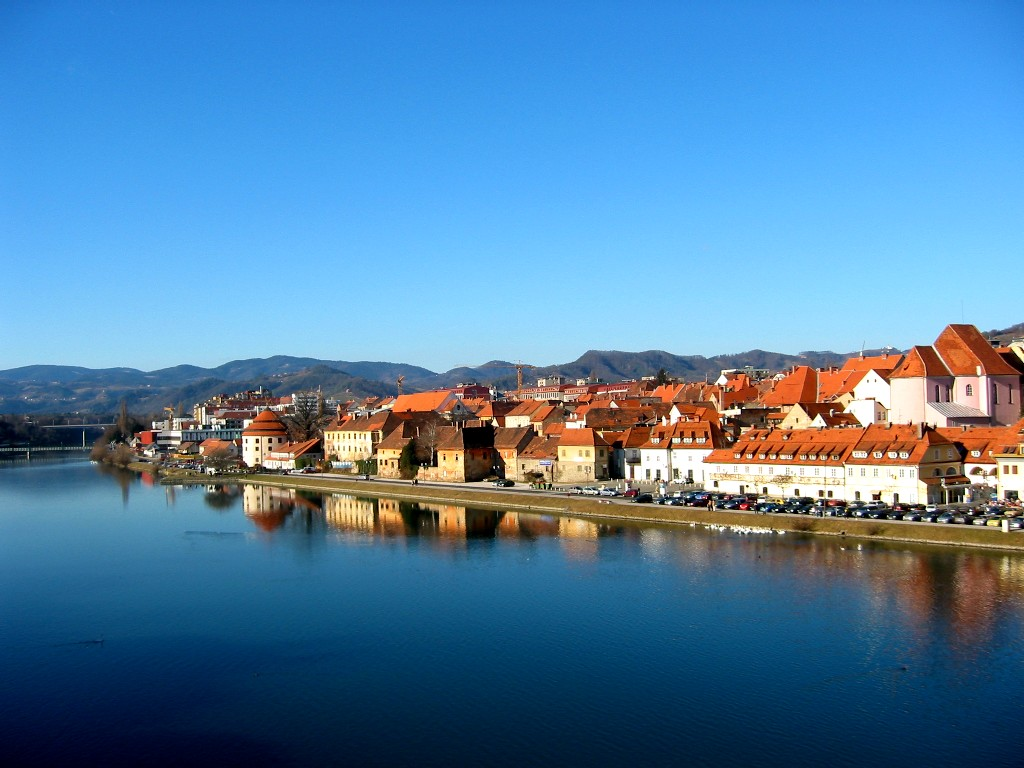
Драва в г. Марибор

На протяжении большого участка своего течения Драва служит границей между Венгрией и Хорватией. Отдельные участки реки и побережья с венгерской стороны взяты под охрану и входят в состав национального парка Дунай — Драва.
Река имеет большое транспортное значение.
Название реки впервые упоминает Плиний как Dravus. По мнению В. И. Георгиева, название реки — иллирийского происхождения и восходит к пра-и.е. *drowo-s, ср. др.-инд. dravati «бежит, течёт», Dravanti — название реки, галл. Druentia — название реки, и т. д.